# ケープシロカツオドリ

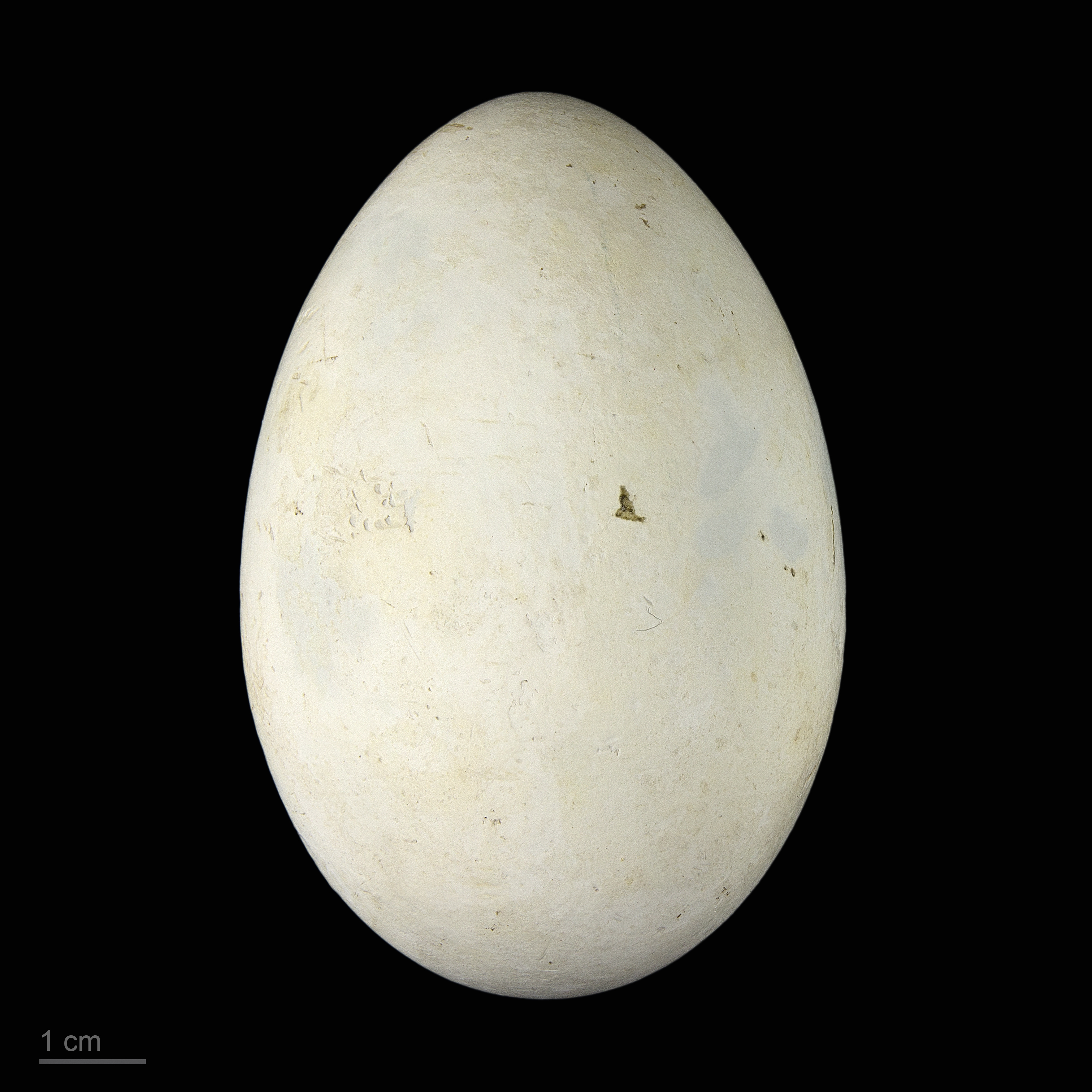
Morus capensis

ケープシロカツオドリ （学名：Morus capensis）は、ペリカン目カツオドリ科に分類される鳥類の一種。体長90cm、両翼を広げると長さ1.7mになる。魚を食し、雄はとってきた餌を雛に与えた後、雄と雌は体を摺り寄せ、羽繕いのようにもダンスのようにも見える行動をとる。この行動には意味があり、雄はこの動きで雌に魚をみつけた大まかな位置を伝えているとする説もある。魚をとる際、時速100キロで海面に急降下して水中に飛び込み水深20mまで潜れるとされる。アフリカ南部沿岸の6つの島でのみ繁殖、乱獲による魚の減少と船の油流出事故などの汚染で、絶滅危惧種となっている。